# Kurt-Hans Willecke
Kurt-Hans Willecke (* 24. August 1879 in Stutthof, Kreis Randow; † 9. November 1922 in Charlottenburg) war ein deutscher Jurist und Dichter des Expressionismus.

## Werke (Auswahl)
- Das Recht der Angestellten an ihren Erfindungen in vermögensrechtlicher Hinsicht. Inauguraldissertation 1908.
- Reflexe. Gedichte. Berlin (1910).
- Durch meine Gärten. Gedichte. Berlin 1915.
- Lisa: Sonette. Weimar 1922. Mit fünf Zeichnungen von Max Pechstein.